# Жиро, Себастьен Шарль
Себастьен Шарль Жиро (фр. Sébastien Charles Giraud; 1819—1892) — французский художник.

## Биография
Брат и ученик Пьера Франсуа Эжена Жиро. Писал в основном жанровую живопись.
В 1843—1847 совершил путешествие на Вест-Индские острова. В 1846 году участвовал в военной экспедиции вместе с королем Луи-Филиппом на Таити. В это время ему удалось сделать множество набросков острова: растительность, люди, их дома. Когда он вернулся во Францию, его прозвали «Giraud le Tahitien» (Жиро Таитянский). Сопровождал в 1856 году принца Ж. Наполеона в его экспедиции на Север, и с того времени писал, помимо бытовых сцен, внутренние виды зданий и частично ландшафтные пейзажи.
Как на лучшие его картины, отличающиеся вообще превосходной передачей перспективы и тонкой отделкой деталей, можно указать на «Столовую принцессы Матильды» (1855), «Ловлю тюленей» (1857), «Рабочий кабинет графа Ньевенкерке», «Наполеоновский зал в Лувре», «Галерею оружия, в музее Клюни», «Внутренность богатого фламандского дома», «Воскресенье в Бретани» (1878) и некоторые другие.